# Alberto Pérez Quintana
Alberto Pérez Quintana (Cádiz, España; 29 de abril de 1996) es un futbolista español. Juega de centrocampista y su equipo actual es el Europa Football Club de la Primera División de Gibraltar.

## Trayectoria
Alberto Quintana, formado en la cantera del Cádiz Club de Fútbol, comenzó la temporada 2015-16 disputando partidos con el primer equipo pero en el segundo tramo de la competición no se ganó la confianza de Claudio Barragán primero y Álvaro Cervera después, acabando la temporada en el Cádiz C.F. "B".
En la temporada 2016-17 es cedido al F.C. Cartagena para ocupar el hueco dejado por el también sub-23 Miguel Guirao, quien sufrió una grave lesión en el primer partido amistoso de la pretemporada.
En el mercado de invierno de la temporada 2016-17, el Cádiz, su club, quería que se fuera a otro sitio, después de que en la primera vuelta Monteagudo solo le diera 184 minutos (un partido de titular y cinco de suplente), así el centrocampista gaditano es cedido al Club de Fútbol Rayo Majadahonda, uno de los equipos revelaciones del grupo II, en el que estaría cedido hasta el 30 de junio. 